# Grandrif
Grandrif è un comune francese di 173 abitanti situato nel dipartimento del Puy-de-Dôme, nella regione dell'Alvernia-Rodano-Alpi.

## Storia

### Simboli
Lo stemma è stato adottato nel 1984.
La fascia ondata fa riferimento all'origine del nome Grandrif che deriva dal termine nord-occitano rif che significa "ruscello"; la testa di cane con il pane in bocca allude alla leggenda di san Rocco, patrono della chiesa locale; la ruota è simbolo della famiglia De la Roue.

## Società

### Evoluzione demografica
Abitanti censiti